# Richterhof (Velburg)
Richterhof oder ursprünglich Grünthal ist ein amtlich benannter Ortsteil der Stadt Velburg im Landkreis Neumarkt in der Oberpfalz in Bayern.

## Geographische Lage
Die Einöde liegt ca. 2 km nordöstlich der Kernstadt Velburgs im Oberpfälzer Jura der Frankischen Alb auf ca. 512 m ü. NHN in einer Senke zwischen den Erhebungen Kohlberg (607 m ü. NHN) im Nordwesten und Osterberg (625 m ü. NHN) der Colomanner Höhe im Osten.

## Verkehr
Die Ansiedelung liegt an einer Ortsverbindungsstraße zwischen Velburg im Süden und der Einmündung in die Kreisstraße NM 36 im Norden. Auch von der Kreisstraße NM 1. gelangt man über eine Verbindungsstraße nach Richterhof. Die Entfernung bis zum Truppenübungsplatz Hohenfels beträgt etwa 2 km.

## Geschichte
„Grintal“ ist im ersten Urbar des Amtes Velburg, angelegt zwischen 1231 und 1237, genannt; es bestand aus einem Hof und 3 Lehen, 1285 aus einem Hof und fünf Lehen. 1288 ist urkundlich festgehalten, dass sich die Ehrenfelser mit dem Bayernherzog Ludwig wegen einiger ihren Vorfahren verpfändeten Gütern verglichen und dem Herzog u. a. Güter in Grüntal zurückgaben. Das Velburger Salbuch von 1326 führt wiederum einen Hof und fünf Lehen auf. Im 17. Jahrhundert war der Hof zu Grüntal ein Landsassensitz derer von Langenau, darnach wieder ein gewöhnlicher Bauernhof. Am Ende des Alten Reiches, um 1800, bestand Richterhof, weiterhin unter dem Pflegamt Velburg stehend, aus zwei Anwesen, auf denen die Untertanen Ulrich Eichenseer und Georg Eichenseer saßen.
Im Königreich Bayern (1806) wurden nach einer Verordnung vom 13. Mai 1808 Steuerdistrikte gebildet, darunter der Steuerdistrikt Sankt Wolfgang im Landgericht Parsberg, dem die Ortschaften Sankt Wolfgang, Sankt Colomann, Helmsricht, Richterhof/Grünthal und Sommertshof zugeteilt waren. Mit dem zweiten Gemeindeedikt von 1818 entstand daraus die Ruralgemeinde Sankt Wolfgang, aber bereits 1830 wurde diese Gemeinde mit der Gemeinde Reichertswinn vereinigt. Die Kinder gingen zur Schule in den Pfarrort Velburg, wo sie – so 1836 – von zwei Lehrern unterrichtet wurden.
Im Zuge der Gebietsreform in Bayern wurde die Gemeinde Reichertswinn  und damit auch die Einöde Richterhof am 1. April 1971 nach Velburg eingemeindet.

### Einwohnerzahlen
Richterhof hatte
- 1836 21 Einwohner, 2 Häuser in „Richterhöfe“,[6]
- 1867 16 Einwohner, 5 Gebäude in „Grünthal (Richterhof)“,[7]
- 1871 13 Einwohner, 7 Gebäude in „Richterhof (Grünthal)“, im Jahr 1873 einen Großviehbestand von 16 Stück Rindvieh,[8]
- 1900 16 Einwohner, 2 Wohngebäude in „Richterhof (Grünthal)“,[9]
- 1925 14 Einwohner, 2 Wohngebäude in „Richterhof (Grünthal)“,[10]
- 1938 13 Einwohner (nur Katholiken) in „Richterhof (Grünthal)“,[11]
- 1950 15 Einwohner, 2 Wohngebäude in „Richterhof (Grünthal)“,[12]
- 1987 7 Einwohner, 2 Wohngebäude, 2 Wohnungen in "Richterhof".[13]

Heute besteht Richterhof aus drei Wohngebäuden.

### Kirchliche Verhältnisse
Grünthal oder Richterhof gehört seit altersher zur katholischen Pfarrei Velburg im Bistum Eichstätt. Eine Marienkapelle im Nordosten von Richterhof, errichtet in der Mitte des 19. Jahrhunderts, gilt als Baudenkmal.